# 26 februari-incidenten
26 februari-incidenten var ett misslyckat kuppförsök som ägde rum i Japan 26 februari 1936. Det var en militärkupp som organiserades av en grupp unga officerare ur Kejserliga japanska armén (IJA) med målet att rensa både regeringen och den militära ledningen på ideologiska motståndare och återinföra direkt kejserlig absolut monarki. 
Kuppen ledde till en rad attentat på flera ledande politiska figurer, inklusive två före detta premiärministrar, men lyckades inte säkra tillräckligt med stöd inom den splittrade armén för att döda premiärminister Keisuke Okada eller ta kontroll över Kejsarpalatset i Tokyo. Kuppmakarna greps 29 februari, och efter en serie slutna rättegångar avrättades kuppmakarna och fyrtio av deras anhängare fängslades, vilket innebar att den radikala militaristiska Kōdōha-fraktionen inom armén krossades. 
Trots att militärkuppen krossades, ledde den ändå indirekt till att Japan fick ett de facto militärstyre. Kejserliga japanska armén, som tidigare varit splittrade, fick möjlighet att rensa ut sina fraktioner och enas efter kuppförsöket, samtidigt som den civila regeringen och parlamentet kraftigt försvagats efter attentatet på flera av dess ledande liberala och moderata ledare. Resultatet blev en ökad militär dominans över den civila regeringen, som mynnade ut i avskaffande av demokratin och att det civila styret lades under Taisei Yokusankai 1940. 